# Sciabica

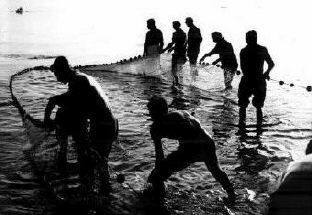
La pesca alla sciabica.

La sciabica (o Sciàbeca) è una rete da pesca a strascico con assetto verticale, per pesce piccolo, usata sotto costa, in bassi fondali ed azionata manualmente. La tecnica di pesca con la sciabica prevede di mantenere un capo della rete a terra mentre una barca a remi la depone a semicerchio con la concavità rivolta verso la spiaggia fino a ricondurre l'altro capo nuovamente a terra. Per raccogliere il pescato la sciabica viene tirata a terra da due squadre di pescatori.
La barca che depone la rete viene a sua volta denominata sciabica e non va confusa con lo sciabecco che ha etimologia simile (barca per la pesca con la rete) ma caratteristiche alquanto differenti.

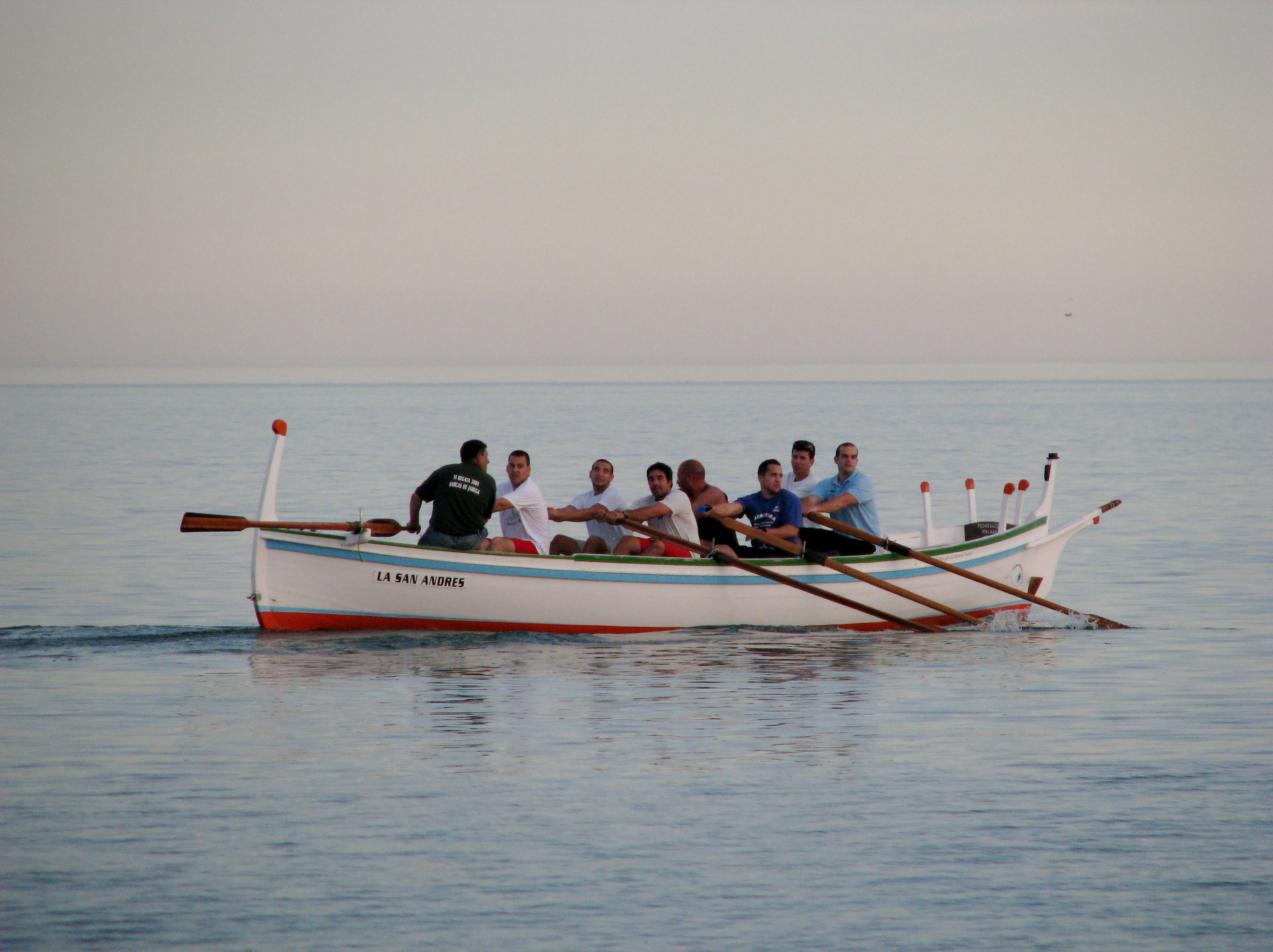
Barca da sciabica spagnola

## Etimologia
Il termine sciabica deriva dallo spagnolo jábega a sua volta derivato dall'arabo ispanico šábk che a sua volta deriva dalla lingua araba classica šabakah (arabo: شبكة, rete).

## Caratteristiche costruttive
La sciabica è costituita di varie pezze di rete con maglie di forma e dimensione diverse. La rete ha prevalenza di piombi rispetto ai galleggianti tanto che questi ultimi non si vedono in superficie. Per questo motivo, durante il traino a riva, la parte bassa della rete (lima dei piombi) poggia sul fondo e la fa comportare come una rete a strascico, di cui infatti segue la normativa. Le pezze con le maglie più piccole sono al centro dove si accumulerà il pescato. Alle due estremità della rete le maglie sono più ampie e da queste si dipartono due lunghi cavi (calamenti o reste) che consentono di trainarla ed hanno anche la funzione di spaventare il pesce aggregandolo ed incanalandolo verso la parte centrale.

## Tipi di sciabica

### Sciabica da spiaggia
È un tipo molto diffuso di sciabica, anche se è usata solo saltuariamente a livello professionale ed il suo uso tende ad essere oggi legato solo alla tradizione: si usa per la pesca di allevamento e di bianchetto e rossetto.
La rete viene calata con una imbarcazione di piccola dimensione a remi. Una estremità del calamento viene lasciata a riva. La barca cala quindi in mare la rete formando un semicerchio attorno al pesce con la concavità rivolta verso la spiaggia e riporta a riva l'altro calamento. Sulla spiaggia due squadre di persone tirano i due calamenti, in modo lento, continuo e convergente, camminando all'indietro per tenere sotto controllo la rete. La particolare conformazione dei piombi e dei galleggianti fa sì che la rete sfiori il fondo con continuità ed impedisca al pesce di fuggire. Quando una squadra raggiunge il limite della spiaggia i pescatori a turno si riportano alla riva e ricominciano il tiro. Il lavoro procede in modo da stringere, a mano a mano, la rete fino a che quest'ultima raggiunga la riva chiusa con il pesce raccolto nella parte centrale della rete stessa. Questa pesca è completamente manuale, il lavoro di tiro è particolarmente oneroso e sono necessarie come minimo 5 o 6 persone. In generale non produce grosse catture, ed ha un limite operativo dato dalla lunghezza della rete, ma ha costi estremamente contenuti.

### Sciabica da natante
La sciabica da natante ha origine in Danimarca circa un secolo fa ed è poco diffusa nel Mediterraneo. Viene usata su fondali dove lo strascico è possibile solo a tratti o più lontano dalla costa rispetto alla sciabica da terra. Dalla barca si cala una boa con l'estremità di un calamento mentre l'imbarcazione continua calando in mare la rete a semicerchio, ma ritorna poi alla boa con l'altro calamento chiudendo il cerchio. Il natate viene ancorato e si effettua il tiro come nella sciabica da terra consentendo la cattura del pescato. L'operazione di tiro della rete viene oggi fatta con verricelli a motore. Vengono generalmente pescati latterini, triglie, sogliole, cefali, orate ed alcuni cefalopodi come polpi e seppie ma, in aree limitate, anche pesce pregiato.

### Sciabica per novellame
Per la cattura del novellame si usano sciabiche azionate rigorosamente a mano e con lentezza per evitare di danneggiare il pescato. La sciabica per novellame è azionata sempre da riva ed ha maglie più piccole delle altre sciabiche e dimensioni limitate per facilitarne il tiro. La legge non consente, in Italia, sciabiche per novellame di lunghezza superiore a 40 m, per evitare catture eccessive.

## Regolamentazione europea della pesca
Il Regolamento (UE) N. 1379/2013 del Parlamento europeo e del consiglio, dell'11 dicembre 2013 relativo all'organizzazione comune dei mercati nel settore dei prodotti della pesca e dell'acquacoltura, recante modifica ai regolamenti (CE) n. 1184/2006 e (CE) n. 1224/2009 del Consiglio e che abroga il regolamento (CE) n. 104/2000 del Consiglio classifica, all'allegato III, le sciabica in 4 categorie:
- sciabica da spiaggia (sigla SB)
- sciabica danese (sigla SDN)
- sciabica scozzese (sigla SSC)
- sciabica a coppia (sigla SPR)

Il Regolamento (CE) N. 1626/94 del Consiglio del 27 giugno 1994 che istituisce misure tecniche per la conservazione delle risorse della pesca nel Mediterraneo proibisce l'impiego di sciabiche "entro il limite delle tre miglia nautiche dalla costa o dell'isobata di 50 m, qualora tale profondità sia raggiunta a una distanza minore" salvo deroghe della normativa nazionale. Proibisce inoltre la pesca con "sciabiche e reti analoghe trainate sopra la praterie di posidonia (Posidonia oceanica) o altre fanerogame marine".
In Italia la sciabica è consentita per la pesca di novellame da allevamento con recupero manuale (senza verricelli a motore) e per la pesca del rossetto e del bianchetto.